# Парсма
Парсма (груз. ფარსმა) — село без постоянного населения, находящееся в Ахметском муниципалитете края Кахетия Грузии. Парсма расположено в 40 км от деревни Омало, на левом берегу реки Пирикительская Алазани, в горном регионе Тушетия, в долине на северном склоне Водораздельного хребта. Территория села входит в национальный парк Тушети. Село известно с XVIII века. В селе расположен комплекс памятников истории: несколько домов-башен и два храма.
Практически все местные жители проводят зиму на равнине и возвращаются в конце весны.